# 易中天
易 中天（えき ちゅうてん、1947年2月8日-）は、中国の歴史学者。現在は廈門大学人文学院中国語学科の教授。専攻は三国史。

## 略歴
- 1947年2月8日、中華民国湖南省長沙市に生まれた。祖父は易思麟（道県の代理県長）、父は易庭源、大伯父は易仁荄（清華大学歴史学部の卒業生）。
- 1953年、武漢市の閲馬場小学に入学。卒業後、華中師範大学第一付属中学に入学。
- 1965年、高校卒業後、新疆生産建設兵団に入った。
- 1978年、武漢大学中国語学科古代文学専攻の修士課程に現役合格し入学。1981年文学修士課程修了した後、そのまま武漢大学で教職についた。
- 2005年、中国中央テレビの番組「百家講壇」で『漢王朝の風雲児』（漢代風雲人物）というシリーズレクチャーを行った。[2]
- 現在は廈門大学人文学院中国語学科の教授。

## 著書
- 『閑話中国人』
- 『中国的男人与女人』
- 『読城記』
- 『品人録』
- 『漢代風雲人物』
- 『品三国』（上下）
- 『先秦諸子百家争鳴』
- 『帝国的惆悵』
- 『帝国的終結』
- 『費城風雲：米国憲法的誕生与我們的反思』
- 『易中天中華史』
- 『破門而入』
- 『成都方式』
- 『書生意気』
- 『書生傻気』
- 『高高的樹上』
- 『大話方言』
- 『中国智慧』
- 『我山之石』
- 『三国紀』